# Федорин, Владимир Порфирьевич
Владимир Порфирьевич Федорин — советский хозяйственный деятель.

## Биография
Родился в 1929 году в селе Орево. Член КПСС.
Окончил Московский энергетический институт.
В 1952—1954 гг. — старший мастер цехов 47 и 77, в 1954—1957 гг. — помощник начальника цеха 28 по подготовке, заместитель начальника, начальник цеха 28, в 1957—1972 гг. — заместитель начальника отдела ОКБ, начальник вновь созданного по его предложению отдела 103 и заместитель главного конструктора ОКБ по разработке аппаратуры для наземной предстартовой проверки ракет Долгопрудненского машиностроительного завода.
В 1972—1991 гг. — директор завода «Энергоприбор», заместитель директора по науке Института проблем информатики АН СССР, 1-й заместитель генерального директора межотраслевого научно-технического комплекса «Персональные ЭВМ».
За разработку и организацию серийного производства комплексов технических и программных средств СМ 3 и СМ 4 международной системы малых ЭВМ был в составе коллектива удостоен Государственной премии СССР в области науки и техники 1981 года.
Умер в 2007 году в Москве.

## Награды
- Орден Трудового Красного Знамени
- Орден Дружбы народов
- Орден Знак Почёта